# Мадона деле Грације (Потенца)
Мадона деле Грације (итал. Madonna delle Grazie) је насеље у Италији у округу Потенца, региону Базиликата.
Према процени из 2011. у насељу је живело 20 становника. Насеље се налази на надморској висини од 617 м.